# James Allen (homme politique américain)
Pour les articles homonymes, voir James Allen et Allen.
James Browning Allen (28 décembre 1912 – 1er juin 1978) est un homme politique américain. Membre du parti démocrate, il fut le sénateur de l'État d'Alabama entre 1969 et 1978. Après sa mort, sa veuve Maryon Pittman Allen lui succède de façon intérimaire comme sénatrice.

## Compléments